# Holonotus nigroaeneus
Holonotus nigroaeneus är en skalbaggsart som beskrevs av Bates 1869. Holonotus nigroaeneus ingår i släktet Holonotus och familjen långhorningar.
Artens utbredningsområde är:
- Costa Rica.
- Nicaragua.

Inga underarter finns listade i Catalogue of Life.